# Jean-Joseph-Victor Genissieu
Jean-Joseph-Victor Genissieu (Chabeuil, 2 giugno 1751 – Parigi, 27 ottobre 1804) è stato un politico, avvocato e magistrato francese.
Avvocato presso il Parlamento di Grenoble, durante la Prima Repubblica francese, ricoprì anche il ruolo di giudice del tribunale della città nel 1791; venne in seguito eletto Deputato alla Convenzione nazionale per conto del dipartimento Isère. Votò per la condanna di Luigi XVI di Francia e negli anni successivi venne eletto Presidente della Convenzione nazionale; fu ultimo a ricoprire tale carica, quando la Convenzione nazionale venne soppiantata dal Direttorio.
Divenne Presidente del Consiglio dei Cinquecento e ricoprì il ruolo di Ministro della Giustizia il 7 gennaio 1796 per appena ma il restante tre mesi, quando ricevette la carica di Commissario della Corte Suprema del consiglio d'amministrazione. Negli anni successivi, lavorò ancora per il Consiglio dei Cinquecento, fino al colpo di Stato del 18 brumaio di Napoleone Bonaparte; a seguito di questa vicenda, Genissieu lasciò la politica e si ritirò a vita privata.